# Lista siturilor arheologice din județul Vâlcea - R
Lista siturilor arheologice din județul Vâlcea - R conține toate siturile arheologice din județul Vâlcea înscrise în Repertoriul Arheologic Național (RAN) și aflate în localități al căror nume începe cu litera R. RAN este administrat de Ministerul Culturii și Patrimoniului Național și cuprinde date științifice, cartografice, topografice, imagini și planuri, precum și orice alte informații privitoare la zonele cu potențial arheologic, studiate sau nu, încă existente sau dispărute.
Puteți căuta un sit din localitățile care încep cu litera R folosind formularul de mai jos sau puteți naviga prin toate siturile din județ la Lista siturilor arheologice din județul Vâlcea.
| Cod RAN                                    | Denumire | Localitate                                               | Adresă                                                                    | Datare               | Descoperit | Coordonate                                    | Imagine           | Erori            |
| ------------------------------------------ | --- | -------------------------------------------------------- | ------------------------------------------------------------------------- | -------------------- | ---------- | --------------------------------------------- | ----------------- | ---------------- |
| 167482.01.01 (Cod LMI: VL-I-m-B-09506.01)  | Situl arheologic de la Râmnicu Vâlcea - "Botul de piatră" / ansamblu anonim (Categorie: locuire civilă) (Tip: Așezare)                                   | municipiul Râmnicu Vâlcea                                | Botul de piatră                                                           |                      |            |                                               | Încărcați imagine | Raportați eroare |
| 167482.01.02 (Cod LMI: VL-I-m-B-09506.02)  | Situl arheologic de la Râmnicu Vâlcea - "Botul de piatră" / ansamblu anonim (Categorie: locuire civilă) (Tip: Așezare)                                   | municipiul Râmnicu Vâlcea                                | Botul de piatră                                                           | geto-dacică          |            |                                               | Încărcați imagine | Raportați eroare |
| 167482.02.01 (Cod LMI: VL-I-s-B-09507)     | Situl arheologic de la Râmnicu Vâlcea - "Dealul Cetățuia" / ansamblu anonim (Categorie: locuire civilă) (Tip: Așezare)                                   | municipiul Râmnicu Vâlcea                                | Str. Calea lui Traian, punct Dealul Cetățuia                              |                      |            | 45°07′22″N 24°21′46″E / 45.12278°N 24.36278°E | Încărcați imagine | Raportați eroare |
| 167482.02.02 (Cod LMI: VL-I-m-B-09507.02)  | Situl arheologic de la Râmnicu Vâlcea - "Dealul Cetățuia" / ansamblu anonim (Categorie: locuire civilă) (Tip: Așezare)                                   | municipiul Râmnicu Vâlcea                                | Str. Calea lui Traian, punct Dealul Cetățuia                              | Sălcuța              |            | 45°07′22″N 24°21′46″E / 45.12278°N 24.36278°E | Încărcați imagine | Raportați eroare |
| 167482.02.04 (Cod LMI: VL-I-m-B-09507.03)  | Situl arheologic de la Râmnicu Vâlcea - "Dealul Cetățuia" / ansamblu anonim (Categorie: locuire civilă) (Tip: Așezare)                                   | municipiul Râmnicu Vâlcea                                | Str. Calea lui Traian, punct Dealul Cetățuia                              |                      |            | 45°07′22″N 24°21′46″E / 45.12278°N 24.36278°E | Încărcați imagine | Raportați eroare |
| 167482.02.05 (Cod LMI: VL-I-s-B-09507)     | Situl arheologic de la Râmnicu Vâlcea - "Dealul Cetățuia" / ansamblu anonim (Categorie: locuire civilă) (Tip: Așezare)                                   | municipiul Râmnicu Vâlcea                                | Str. Calea lui Traian, punct Dealul Cetățuia                              |                      |            | 45°07′22″N 24°21′46″E / 45.12278°N 24.36278°E | Încărcați imagine | Raportați eroare |
| 167482.02.06 (Cod LMI: VL-I-s-B-09507)     | Situl arheologic de la Râmnicu Vâlcea - "Dealul Cetățuia" / ansamblu anonim (Categorie: locuire civilă) (Tip: Așezare)                                   | municipiul Râmnicu Vâlcea                                | Str. Calea lui Traian, punct Dealul Cetățuia                              | Glina - III          |            | 45°07′22″N 24°21′46″E / 45.12278°N 24.36278°E | Încărcați imagine | Raportați eroare |
| 167482.02.07 (Cod LMI: VL-I-s-B-09507)     | Situl arheologic de la Râmnicu Vâlcea - "Dealul Cetățuia" / ansamblu anonim (Categorie: locuire civilă) (Tip: Așezare)                                   | municipiul Râmnicu Vâlcea                                | Str. Calea lui Traian, punct Dealul Cetățuia                              | Coțofeni - III       |            | 45°07′22″N 24°21′46″E / 45.12278°N 24.36278°E | Încărcați imagine | Raportați eroare |
| 167482.02.03 (Cod LMI: VL-I-m-B-09507.01)  | Situl arheologic de la Râmnicu Vâlcea - "Dealul Cetățuia" / ansamblu anonim (Categorie: locuire civilă) (Tip: Așezare)                                   | municipiul Râmnicu Vâlcea                                | Str. Calea lui Traian, punct Dealul Cetățuia                              |                      |            | 45°07′22″N 24°21′46″E / 45.12278°N 24.36278°E | Încărcați imagine | Raportați eroare |
| 167482.03.01                               | Așezarea hallstattiană de la Râmnicu Vâlcea - "Ostroveni" / ansamblu anonim (Categorie: locuire civilă) (Tip: Așezare)                                   | municipiul Râmnicu Vâlcea                                | str. A. Sacerdoțeanu, punct Ostroveni                                     |                      | 2001       | 45°06′00″N 24°22′00″E / 45.1°N 24.36667°E     | Încărcați imagine | Raportați eroare |
| 167482.05.01                               | Așezarea Latene de la Râmnicu Vâlcea - str. Pictor Tattarescu nr. 4 / ansamblu anonim (Categorie: locuire civilă) (Tip: Așezare)                         | municipiul Râmnicu Vâlcea                                | str. Pictor Tattarescu nr. 4, punct str. Pictor Tattarescu nr. 4          | geto-dacică          |            |                                               | Încărcați imagine | Raportați eroare |
| 168728.01.01 (Cod LMI: VL-I-s-B-09565)     | Așezarea romană de la Rădăcinești / ansamblu anonim (Categorie: locuire civilă) (Tip: Așezare)                                                           | sat Rădăcinești, comuna Berislăvești                     |                                                                           | sec. II - III        |            |                                               | Încărcați imagine | Raportați eroare |
| 168728.02.01 (Cod LMI: VL-I-m-A-09566.02)  | Situl arheologic din epoca romană de la Rădăcinești / ansamblu anonim (Categorie: locuire) (Tip: Castru)                                                 | sat Rădăcinești, comuna Berislăvești                     |                                                                           | romană sec. II - III |            |                                               | Încărcați imagine | Raportați eroare |
| 168728.02.02 (Cod LMI: VL-I-m-A-09566.03)  | Situl arheologic din epoca romană de la Rădăcinești / ansamblu anonim (Categorie: locuire) (Tip: Terme)                                                  | sat Rădăcinești, comuna Berislăvești                     |                                                                           | romană sec. II - III |            |                                               | Încărcați imagine | Raportați eroare |
| 168728.02.03 (Cod LMI: VL-I-m-A-09566.01)  | Situl arheologic din epoca romană de la Rădăcinești / ansamblu anonim (Categorie: locuire) (Tip: Așezare)                                                | sat Rădăcinești, comuna Berislăvești                     |                                                                           | sec. II - III        |            |                                               | Încărcați imagine | Raportați eroare |
| 167552.01.01 (Cod LMI: VL-I-m-B-09568.02)  | Situl arheologic de la Râureni / ansamblu anonim (Categorie: locuire) (Tip: Necropolă)                                                                   | localitate componentă Râureni, municipiul Râmnicu Vâlcea |                                                                           |                      |            |                                               | Încărcați imagine | Raportați eroare |
| 167552.01.02 (Cod LMI: VL-I-m-B-09568.01)  | Situl arheologic de la Râureni / ansamblu anonim (Categorie: locuire) (Tip: Așezare)                                                                     | localitate componentă Râureni, municipiul Râmnicu Vâlcea |                                                                           |                      |            |                                               | Încărcați imagine | Raportați eroare |
| 169173.01.01 (Cod LMI: VL-I-m-B-09569.02)  | Situl arheologic de la Robești / ansamblu anonim (Categorie: locuire civilă) (Tip: Așezare)                                                              | sat Robești, comuna Câineni                              |                                                                           |                      |            |                                               | Încărcați imagine | Raportați eroare |
| 169173.01.02 (Cod LMI: VL-I-m-B-09569.01)  | Situl arheologic de la Robești / ansamblu anonim (Categorie: locuire civilă) (Tip: Așezare)                                                              | sat Robești, comuna Câineni                              |                                                                           |                      |            |                                               | Încărcați imagine | Raportați eroare |
| 172590.01.01 (Cod LMI: VL-I-m-B-09570.02)  | Situl arheologic de la Roești - "Râpa Cărămizii" / ansamblu anonim (Categorie: locuire) (Tip: Punct fosilifer)                                           | sat Roești, comuna Roești                                | Râpa Cărămizii                                                            |                      |            |                                               | Încărcați imagine | Raportați eroare |
| 172590.01.02 (Cod LMI: VL-I-m-B-09570.01)  | Situl arheologic de la Roești - "Râpa Cărămizii" / ansamblu anonim (Categorie: locuire) (Tip: Așezare)                                                   | sat Roești, comuna Roești                                | Râpa Cărămizii                                                            | geto-dacică          |            |                                               | Încărcați imagine | Raportați eroare |
| 168292.01.01 (Cod LMI: VL-I-s-B-09571)     | Așezarea din epoca romană de la Roșia / ansamblu anonim (Categorie: locuire civilă) (Tip: Așezare)                                                       | sat Rosia, comuna Alunu                                  |                                                                           |                      |            |                                               | Încărcați imagine | Raportați eroare |
| 168871.01.01 (Cod LMI: VL-I-m-B-09572.03)  | Situl arheologic de la Ruda / ansamblu anonim (Categorie: locuire civilă) (Tip: Așezare)                                                                 | sat Ruda, comuna Budești                                 |                                                                           |                      |            |                                               | Încărcați imagine | Raportați eroare |
| 168871.01.02 (Cod LMI: VL-I-m-B-09572.02)  | Situl arheologic de la Ruda / ansamblu anonim (Categorie: locuire civilă) (Tip: Așezare)                                                                 | sat Ruda, comuna Budești                                 |                                                                           | geto-dacică          |            |                                               | Încărcați imagine | Raportați eroare |
| 168871.01.03 (Cod LMI: VL-I-m-B-09572.01)  | Situl arheologic de la Ruda / ansamblu anonim (Categorie: locuire civilă) (Tip: Așezare)                                                                 | sat Ruda, comuna Budești                                 |                                                                           |                      |            |                                               | Încărcați imagine | Raportați eroare |
| 169164.01.01 (Cod LMI: VL-I-s-B-09567)     | Așezarea neolitică de la Râu Vadului / ansamblu anonim (Categorie: locuire civilă) (Tip: Așezare)                                                        | sat Râu Vadului, comuna Câineni                          |                                                                           |                      |            |                                               | Încărcați imagine | Raportați eroare |
| 167482.06.01 (Cod LMI: VL-I-m-B-09509.03)  | Așezarea din epoca bronzului de la Râmnicu Vâlcea-cartier Căzănești / ansamblu anonim (Categorie: locuire civilă) (Tip: Așezare)                         | municipiul Râmnicu Vâlcea                                | str. Căzănești, nr. 204, punct cartier Căzănești                          |                      | 2002       | 45°06′00″N 24°22′00″E / 45.1°N 24.36667°E     | Încărcați imagine | Raportați eroare |
| 167482.06.03 (Cod LMI: VL-I-m-B-09509.01)  | Așezarea din epoca bronzului de la Râmnicu Vâlcea-cartier Căzănești / ansamblu anonim (Categorie: locuire civilă) (Tip: așezare)                         | municipiul Râmnicu Vâlcea                                | str. Căzănești, nr. 204, punct cartier Căzănești                          |                      | 2002       | 45°06′00″N 24°22′00″E / 45.1°N 24.36667°E     | Încărcați imagine | Raportați eroare |
| 167482.06.02 (Cod LMI: VL-I-m-B-09509.02)  | Așezarea din epoca bronzului de la Râmnicu Vâlcea-cartier Căzănești / ansamblu anonim (Categorie: locuire civilă) (Tip: așezare)                         | municipiul Râmnicu Vâlcea                                | str. Căzănești, nr. 204, punct cartier Căzănești                          | geto-dacică          | 2002       | 45°06′00″N 24°22′00″E / 45.1°N 24.36667°E     | Încărcați imagine | Raportați eroare |
| 167482.14.01 (Cod LMI: VL-II-m-B-09602.01) | Fostul schit Inătești de la Râmnicu Vîlcea / ansamblu Biserica "Buna Vestire" (Categorie: structură de cult/religioasă) (Tip: Biserică)                  | municipiul Râmnicu Vâlcea                                | str. Antim Ivireanu 5                                                     | 1751                 |            |                                               | Încărcați imagine | Raportați eroare |
| 167482.10.01                               | Centrul istoric al Râmnicului - str. G-ral. Praporgescu, nr.1 / ansamblu anonim (Categorie: locuire civilă) (Tip: așezare urbană fortificată)            | municipiul Râmnicu Vâlcea                                | str. G-ral. Praporgescu, nr.1, punct Centrul istoric                      |                      |            | 45°06′00″N 24°22′00″E / 45.1°N 24.36667°E     | Încărcați imagine | Raportați eroare |
| 167482.10.02                               | Centrul istoric al Râmnicului - str. G-ral. Praporgescu, nr.1 / ansamblu anonim (Categorie: locuire civilă) (Tip: așezare urbană fortificată)            | municipiul Râmnicu Vâlcea                                | str. G-ral. Praporgescu, nr.1, punct Centrul istoric                      |                      |            | 45°06′00″N 24°22′00″E / 45.1°N 24.36667°E     | Încărcați imagine | Raportați eroare |
| 167482.10.03                               | Centrul istoric al Râmnicului - str. G-ral. Praporgescu, nr.1 / ansamblu anonim (Categorie: locuire civilă) (Tip: așezare urbană)                        | municipiul Râmnicu Vâlcea                                | str. G-ral. Praporgescu, nr.1, punct Centrul istoric                      |                      |            | 45°06′00″N 24°22′00″E / 45.1°N 24.36667°E     | Încărcați imagine | Raportați eroare |
| 167482.13.01                               | Centrul istoric al Râmnicului - str. prof. C. Gibescu, nr.8 / ansamblu anonim (Categorie: locuire civilă) (Tip: așezare urbană fortificată)              | municipiul Râmnicu Vâlcea                                | str. prof. C. Gibescu, nr.8, punct str. prof. C. Gibescu, nr.8            |                      |            | 45°06′00″N 24°22′00″E / 45.1°N 24.36667°E     | Încărcați imagine | Raportați eroare |
| 167482.13.02                               | Centrul istoric al Râmnicului - str. prof. C. Gibescu, nr.8 / ansamblu anonim (Categorie: locuire civilă) (Tip: așezare urbană)                          | municipiul Râmnicu Vâlcea                                | str. prof. C. Gibescu, nr.8, punct str. prof. C. Gibescu, nr.8            |                      |            | 45°06′00″N 24°22′00″E / 45.1°N 24.36667°E     | Încărcați imagine | Raportați eroare |
| 167482.13.03                               | Centrul istoric al Râmnicului - str. prof. C. Gibescu, nr.8 / ansamblu anonim (Categorie: locuire civilă) (Tip: așezare urbană)                          | municipiul Râmnicu Vâlcea                                | str. prof. C. Gibescu, nr.8, punct str. prof. C. Gibescu, nr.8            |                      |            | 45°06′00″N 24°22′00″E / 45.1°N 24.36667°E     | Încărcați imagine | Raportați eroare |
| 167482.24 (Cod LMI: VL-IV-m-B-10001)       | Crucea de piatră a lui Duca Vodă de la Râmnicu Vâlcea (Categorie: descoperire funerară) (Tip: cruce)                                                     | municipiul Râmnicu Vâlcea                                | Str. Calea lui Traian 143                                                 | 1674-1675            |            |                                               | Încărcați imagine | Raportați eroare |
| 167482.12.01                               | Situl arheologic de la Râmnicu Vâlcea- Parcul Mircea cel Bătrân / ansamblu Reședința episcopală (Categorie: construcție de cult) (Tip: Ansamblu clădiri) | municipiul Râmnicu Vâlcea                                | Parcul Mircea cel Bătrân                                                  | sec.XIII-XVIII       |            |                                               | Încărcați imagine | Raportați eroare |
| 167482.09.01 (Cod LMI: VL-II-m-A-09607)    | Biserica Cuvioasa Paraschiva de la Vâlcea / ansamblu anonim (Categorie: construcție de cult) (Tip: biserică)                                             | municipiul Râmnicu Vâlcea                                | Calea lui Traian, nr.133                                                  |                      |            | 45°06′14″N 24°21′45″E / 45.1039°N 24.3626°E   | Încărcați imagine | Raportați eroare |
| 167482.25.01                               | Așezare romană de la Râmnicu Vâlcea- str. Buridava / ansamblu anonim (Categorie: locuire) (Tip: Așezare)                                                 | municipiul Râmnicu Vâlcea                                | str. Buridava, punct str. Buridava                                        | romană sec.II-III    |            |                                               | Încărcați imagine | Raportați eroare |
| 167482.04.03 (Cod LMI: VL-I-s-A-09508)     | Situl arheologic de la Râmnicu Vâlcea -"cartier Copăcelu" / ansamblu anonim (Categorie: locuire civilă) (Tip: Așezare)                                   | municipiul Râmnicu Vâlcea                                | Str. Gh. Vețeleanu, Ghioceilor 70, Copăcelu 120A,, punct cartier Copăcelu | Coțofeni             |            | 45°04′38″N 24°18′58″E / 45.07722°N 24.31611°E | Încărcați imagine | Raportați eroare |
| 167482.04.04 (Cod LMI: VL-I-s-A-09508)     | Situl arheologic de la Râmnicu Vâlcea -"cartier Copăcelu" / ansamblu anonim (Categorie: locuire civilă) (Tip: Așezare)                                   | municipiul Râmnicu Vâlcea                                | Str. Gh. Vețeleanu, Ghioceilor 70, Copăcelu 120A,, punct cartier Copăcelu | Verbicioara          |            | 45°04′38″N 24°18′58″E / 45.07722°N 24.31611°E | Încărcați imagine | Raportați eroare |
| 167482.04.01 (Cod LMI: VL-I-s-A-09508)     | Situl arheologic de la Râmnicu Vâlcea -"cartier Copăcelu" / ansamblu anonim (Categorie: locuire civilă) (Tip: Așezare)                                   | municipiul Râmnicu Vâlcea                                | Str. Gh. Vețeleanu, Ghioceilor 70, Copăcelu 120A,, punct cartier Copăcelu | Starčevo - Criș      |            | 45°04′38″N 24°18′58″E / 45.07722°N 24.31611°E | Încărcați imagine | Raportați eroare |
| 167482.04.02 (Cod LMI: VL-I-s-A-09508)     | Situl arheologic de la Râmnicu Vâlcea -"cartier Copăcelu" / ansamblu anonim (Categorie: locuire civilă) (Tip: Așezare)                                   | municipiul Râmnicu Vâlcea                                | Str. Gh. Vețeleanu, Ghioceilor 70, Copăcelu 120A,, punct cartier Copăcelu | Glina                |            | 45°04′38″N 24°18′58″E / 45.07722°N 24.31611°E | Încărcați imagine | Raportați eroare |
| 172518.01.01 (Cod LMI: VL-I-m-A-09564.01)  | Situl arheologic de la Racovița / ansamblu Castrul roman "Praetorium II" (Categorie: locuire) (Tip: Castru)                                              | sat Racovița, comuna Racovița                            |                                                                           | romană sec. II - III |            |                                               | Încărcați imagine | Raportați eroare |
| 172518.01.02 (Cod LMI: VL-I-m-A-09564.02)  | Situl arheologic de la Racovița / ansamblu anonim (Categorie: locuire) (Tip: Așezare)                                                                    | sat Racovița, comuna Racovița                            |                                                                           |                      |            |                                               | Încărcați imagine | Raportați eroare |
| 167482.07.01 (Cod LMI: VL-I-m-B-09536.03)  | Situl arheologic de la Râmnicu Vâlcea / ansamblu anonim (Categorie: locuire civilă) (Tip: Așezare)                                                       | municipiul Râmnicu Vâlcea                                |                                                                           |                      |            |                                               | Încărcați imagine | Raportați eroare |
| 167482.07.02 (Cod LMI: VL-I-m-B-09536.02)  | Situl arheologic de la Râmnicu Vâlcea / ansamblu anonim (Categorie: locuire civilă) (Tip: Așezare)                                                       | municipiul Râmnicu Vâlcea                                |                                                                           | geto-dacică          |            |                                               | Încărcați imagine | Raportați eroare |
| 167482.07.03 (Cod LMI: VL-I-m-B-09536.01)  | Situl arheologic de la Râmnicu Vâlcea / ansamblu anonim (Categorie: locuire civilă) (Tip: Așezare)                                                       | municipiul Râmnicu Vâlcea                                |                                                                           | sec. IV - XII        |            |                                               | Încărcați imagine | Raportați eroare |